# BISHU 〜世界でいちばん優しい服〜
『BISHU 〜世界でいちばん優しい服〜』（ビシュウ せかいでいちばんやさしいふく）は、2024年10月11日に公開された日本映画。監督は西川達郎、主演は長編映画初主演となる服部樹咲。
東海地方を舞台にした全国公開映画を毎年1作ずつ制作・公開するプロジェクト「シントウカイシネマ聖地化計画」の第1弾作品。
世界三大毛織物の産地である「尾州地域」を舞台に、尾州ウールの織物工場を営む家族を支えたいと願う女子高生と工場が経営難に追い込まれながらも奮闘する父親や姉、周囲の人たちの葛藤と互いを思い合う姿が描かれる。

## あらすじ
愛知県一宮市で暮らす神谷史織には発達障害があり、明るく誰に対しても優しい性格だが、歩き出す足は右足からなど日常生活の習慣などにもこだわりが強く苦手なことも多い。父・康孝は経営する織物工場が経営難に追い込まれながらも亡き妻・由香子との約束を守り、娘との生活を支えようと奮闘している。
康孝の姉・友野静江も工場の事務や家事を手伝ってくれている。ファッションデザイナーをしている史織の姉・布美は、東京で自分のブランドを展開していたが、挫折して地元に戻ってきている。
そんなある日、史織が神社で見かけた巫女の姿から発想して描いたデザインの服をまとった「織姫」スケッチを見て、その才能を感じた親友・鴨下真理子は史織には内緒で校内デザインコンクールに応募し、その作品が最優秀賞となる。真理子は史織にこの服を作って一宮ファッションショーへの出品を勧め、史織は最初はためらいながらも出品を決意する。
布美は自身の挫折経験から史織を素直に励ましてあげられない気持ちとの板挟みになって葛藤するが、やがて史織の才能と挑戦を全力で応援しようとする。一方、康孝は自身の留守の間に史織が余っていた糸を勝手に使って生地を織り上げたことや史織に不用意に傷ついてほしくない思いから猛反対してしまう。

## キャスト

### 主要人物
神谷史織（かみや しおり）〈17〉
演 - 服部樹咲
一宮第一高校普通科3年生。発達障害に向き合いながらも、純粋で豊かな感性を持つ。
家族のために役に立ちたいと自らデザインした服作りに挑戦する。
神谷布美（かみや ふみ）〈27〉
演 - 岡崎紗絵
史織の姉。東京でファッションデザイナーとして活動していたが、挫折して地元に戻って来ている。
妹を応援したい気持ちと現実の厳しさの間で揺れる。
鴨下真理子（かもした まりこ）〈17〉
演 - 長澤樹
史織の同級生で親友。史織が描く絵や服のデッサンの才能を見出す。

### 史織たちの関係者
神谷康孝（かみや やすたか）〈55〉
演 - 吉田栄作
史織と布美の父。尾州ウールの織物工場を営むが、経営難に追い込まれている。
友野静江（ともの しずえ）〈57〉
演 - 清水美砂
史織と布美の伯母。何事にも明るく前向きで、史織を気遣い応援してくれる。
大村満（おおむら みつる）〈14〉
演 - 黒川想矢
史織と同じく発達障害を持つ中学生で、史織と心を通わす。自然の音を録ることが好きで曲作りも得意。自称はミツ。

### 一宮第一高校
宮澤直人（みやざわ なおと）〈35〉
演 - 田中俊介
史織と真理子が通う高校の担任の先生。
東川里菜（ひがしかわ りな）〈17〉
演 - 早瀬結菜
史織と同じ高校のファッション科3年生。負けず嫌いで勝ち気な性格。史織をライバル視している。
真理子からはブラボー東川と呼ばれ、何かとやり合っている。
立野 〈17〉、横山〈17〉
演 - 久保みのり、森瀬葉月
里菜と同じファッション科の同級生で友人たち。

### 尾州ウールの工場関係
稲毛洋一（いなげ よういち）〈62〉
演 - 近藤芳正
一宮で紡績工場を営む職人。史織たちの依頼を社会科の体験学習じゃないと断ってしまう。
大村源次郎（おおむら げんじろう）〈72〉
演 - 吉澤健
満の祖父。整理工場のベテラン職人。史織たちから依頼された生地を丁寧に仕上げてくれる。

### その他
滝本セシル（たきもと セシル）〈40〉
演 - 知花くらら
史織が憧れるモデル兼ファッションデザイナー。一宮ファッションショーの審査員を務める。
斎藤さだを（さいとう さだを）〈52〉
演 - 山口智充
布美の服飾学校の恩師。一宮ファッションショーの審査員となっている。
勝又香奈（かつまた かな）〈27〉
演 - 古畑奈和
布美の小学校の同級生。ガールズバーの店長で、失業中の布美に店でアルバイトするよう誘う。

## スタッフ
- 監督 - 西川達郎
- 原案 - 小宮眞二[15][16]
- 脚本 - 鈴木史子、西川達郎、義井優[2][15][16]
- 音楽 - 小山絵里奈[2][15][16]
- 主題歌 - 服部樹咲 feat. 池内ヨシカツ「BISHU」[17]
- 製作総指揮 - 神谷哲治[2][15][16]
- 製作 - 竹田太郎、藤原信幸、池戸武志、兼定力[15][16]
- プロデューサー - 森谷雄、竹田太郎[2][15][16]
- ラインプロデューサー - ワダシンスケ[15][16]
- 撮影 - 清久素延（J.S.C.）[15][16]
- 照明 - 佐藤宗史[15][16]
- 録音・整音 - 鈴木健太郎[15][16]
- 美術装飾 - 禪洲幸久[15][16]
- 音響効果 - 栗山伸彦[15][16]
- 編集 - 谷地みこ音[15][16]
- 衣装デザイナー / 監修 - 大下彩楓[15][16]
- 衣装 - 三島大輝[15][16]
- ヘアメイク - ナカヤスミク[15][16]
- 持ち道具 - 三浦玄[15][16]
- VFX - 山口ヒロキ[15][16]
- 助監督 - 小山亮太[15][16]
- キャスティングディレクター - 杉山麻衣[15][16]
- タイトル・ビジュアルデザイン - 金松滋[15][16]
- 宣伝プロデューサー - 渡辺尊俊[16]
- 後援 - 一宮市[13]
- 配給 - イオンエンターテイメント[2][15][16]
- 制作プロダクション・宣伝 - アットムービー[2][16]
- 製作幹事 - フォワード[2][16]
- 製作 -「BISHU 世界でいちばん優しい服」製作委員会（神谷商会、フォワード、ケイ・クリエイト、イオンエンターテイメント、TK事業開発研究所）[16]